# Palácio da Justiça de Estocolmo
O Palácio da Justiça de Estocolmo  (em sueco: Stockholms rådhus) é um edifício em Estocolmo, situado no bairro de Kungsholmen, onde está instalado o Tribunal da Comarca de Estocolmo.
 